# Tomba Pallottino

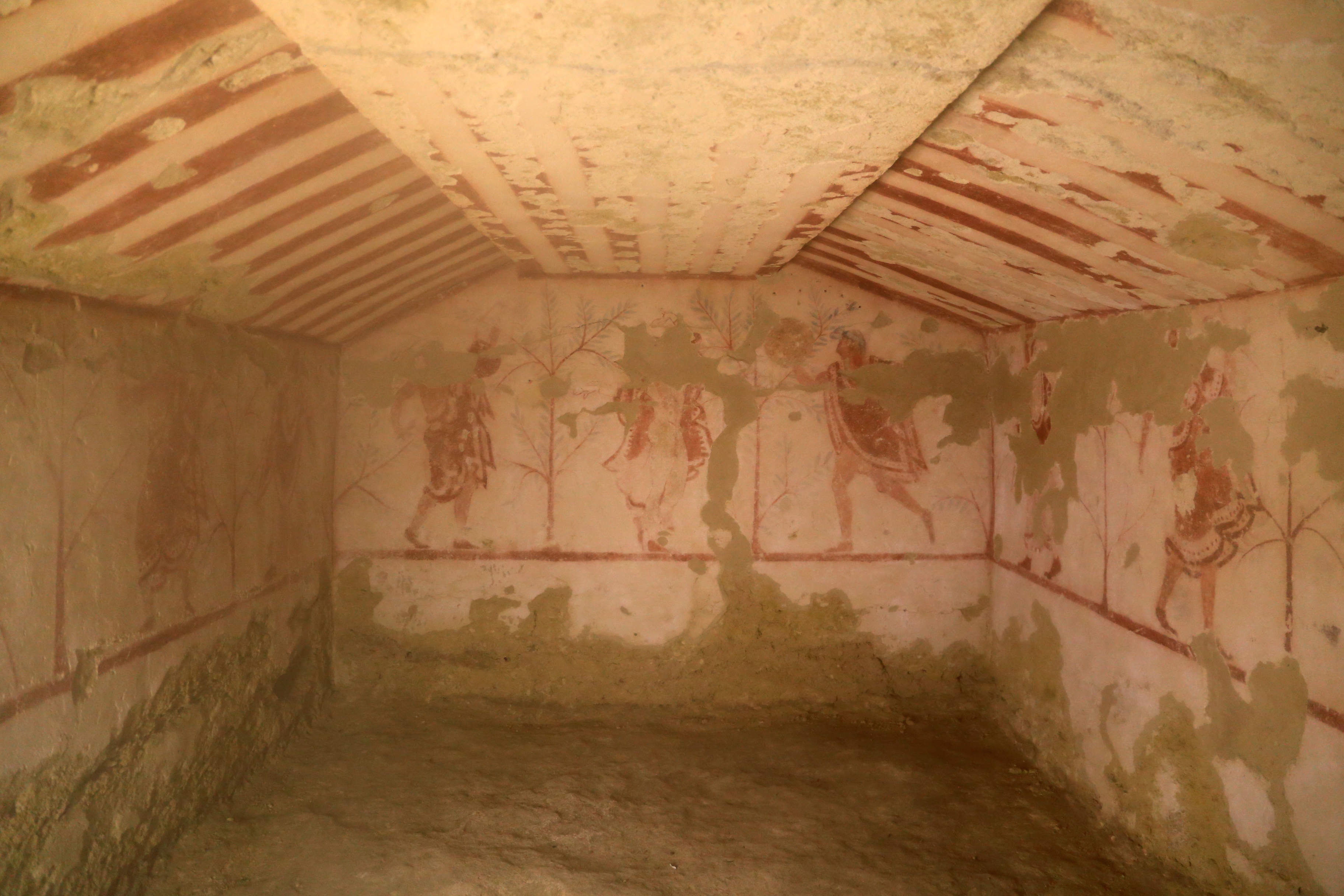
Innenansicht der Tomba Pallottino

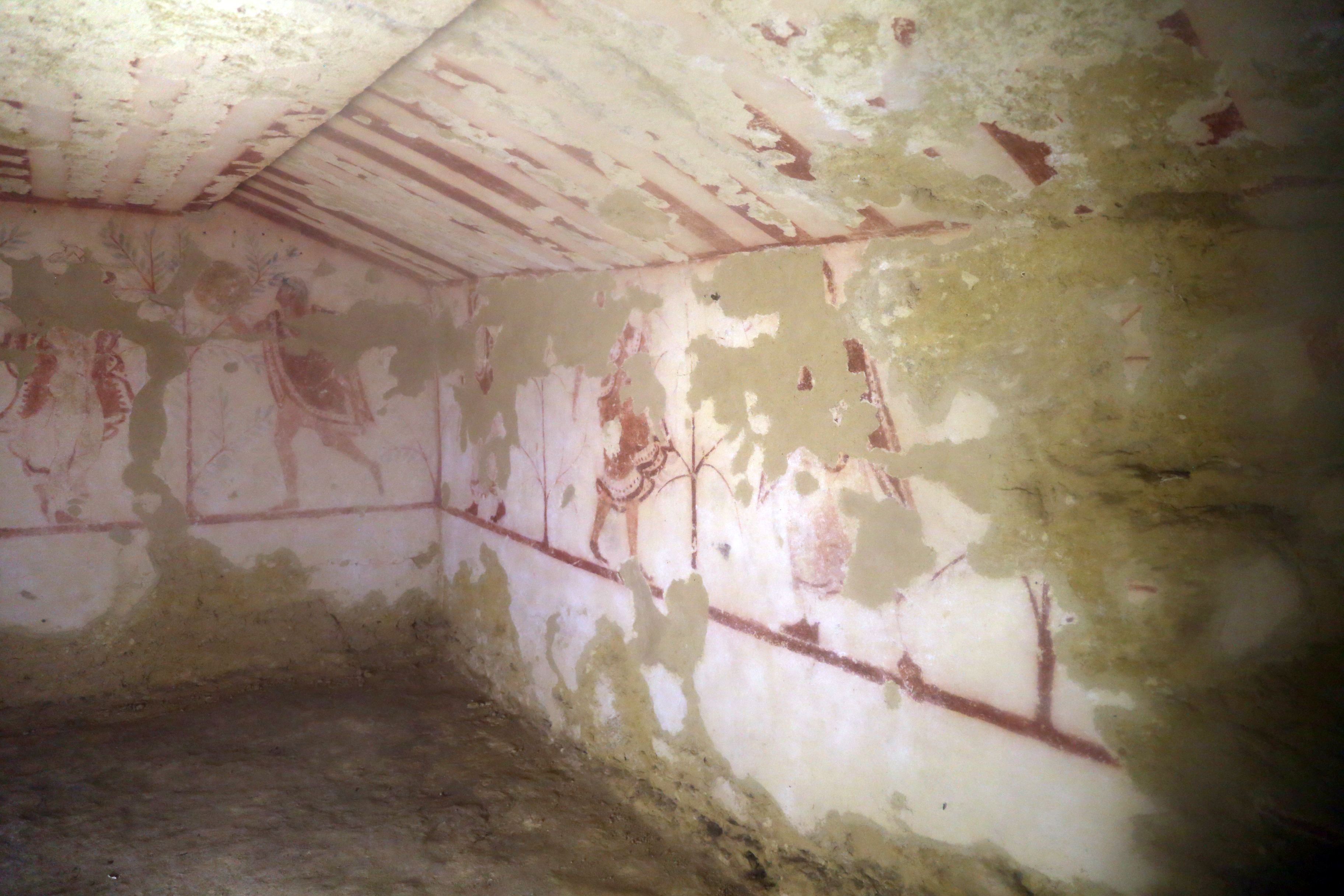
Rechte Wand in der Tomba Pallottino

Die Tomba Pallottino („Pallottino-Grab“, zunächst mit der Nummer 3713 bezeichnet) wurde im Jahr 1962 in der etruskischen Monterozzi-Nekropole in Tarquinia entdeckt und ist nach dem Etruskologen Massimo Pallottino (1909–1995) benannt. Das Grab besteht aus einer kleinen ausgemalten Kammer und datiert ins ausgehende fünfte Jahrhundert v. Chr.
Die Malereien zeigen auf allen Wänden männliche und weibliche Tänzer zwischen Bäumen mit dünnen Zweigen. Stephan Steingräber bemerkt, dass die Malereien stilistisch zum Ende der archaischen Zeit und zum Beginn der griechischen Klassik gehören. Während die Gesichter im Profil noch archaische Züge zeigen, steht die Zeichnung der reichen, bunten Gewänder schon in der Tradition der Klassik.